# Beverly E. Powell
Beverly E. Powell (* 11. Februar 1912 in Henderson, Henderson County, Kentucky; † 5. Juli 2011 in San Antonio, Bexar County, Texas) war ein Generalleutnant der United States Army. Er war unter anderem Kommandeur des III. Korps.
Er war ein Sohn von Davis E. Powell und dessen Frau Bertie Mae Evans. In den Jahren 1932 bis 1936 durchlief er die United States Military Academy in West Point. Nach seiner Graduation wurde er als Leutnant in das Offizierskorps des US-Heeres aufgenommen. In der Armee durchlief er anschließend alle Offiziersränge vom Leutnant bis zum Drei-Sterne-General.
In seinen jüngeren Jahren absolvierte er den für Offiziere in den niederen Rangstufen üblichen Dienst in unterschiedlichen Einheiten und Standorten. Dazu gehörten auch Aufgaben als Stabsoffizier in verschiedenen Hauptquartieren. Während des Zweiten Weltkriegs war er auf dem atlantischen Kriegsschauplatz eingesetzt. Er war zunächst Offizier in einem in Nordafrika eingesetzten Bataillon der Feldartillerie. Später nahm er an Kämpfen in Italien teil, ehe er zum Stab von General George S. Patton versetzt wurde, wo er dessen Stabsabteilung G1 für Personal leitete. Patton kommandierte damals die 3. Armee.
Nach dem Krieg nahm Beverly Powell verschiedene Aufgaben als Stabsoffizier wahr. Er war Mitglied im Stab der Field Artillery School in Fort Sill in Oklahoma, Stabsoffizier im Pentagon und dann Military Attaché an der amerikanischen Botschaft in London. Danach gehörte er dem Stab von General Dwight D. Eisenhower an der damals NATO-Oberbefehlshaber war.
Im weiteren Verlauf seiner Karriere kommandierte Beverly Powell die Feldartillerie der 11. Luftlandedivision. Nach einer zwischenzeitlichen weiteren Verwendung im Stab des Pentagon erhielt er das Kommando über die 1st Guided Missile Brigade, die in Fort Sill stationiert war. Es folgte eine Versetzung zur G3-Stabsabteilung der 8. Armee in Südkorea. Danach wurde er in Fort Bragg Kommandeur der Feldartillerie des XVIII. Luftlandekorps.
Anschließend erfolgte eine weitere Versetzung nach Washington, D.C. wo Powell die Stabsabteilung G3 beim Chief of Staff of the Army leitete. Damals war er unter anderem für die Sicherheit des Gebiets um die Bundeshauptstadt verantwortlich, die man insbesondere durch den im August 1963 von Martin Luther King organisierten Marsch auf Washington als gefährdet ansah.
Nach einer zwischenzeitlich anderen Verwendung in Fort Monroe in Virginia erhielt Beverly Powell im März 1964 als Nachfolger von Harry H. Critz das Kommando über die 101. Luftlandedivision. Er behielt dieses Kommando bis zum März 1966 als Ben Sternberg seine Nachfolge antrat. Teile der Division waren schon damals im Vietnamkrieg eingesetzt. Nach dem Ende seiner Zeit als Divisionskommandeur wurde Powell nach Belgien zum NATO-Hauptquartier versetzt, wo er im Stab des amerikanischen Botschafters bei der NATO tätig war.
Daran schloss sich eine Versetzung zum Fort Hood dem heutigen Fort Cavazos in Texas an, wo er im Jahr 1968 das Kommando über das 3. Korps übernahm. In dieser Eigenschaft löste er George R. Mather ab. Powell behielt dieses Kommando bis zum Jahr 1971, als er von George P. Seneff abgelöst wurde. Wenig später schied er aus dem aktiven Militärdienst aus.
Beverly Powell verbrachte seinen Lebensabend in San Antonio in Texas, wo er am 5. Juli 2011 verstarb.

## Orden und Auszeichnungen
Er erhielt im Lauf seiner militärischen Laufbahn unter anderem die Army Distinguished Service Medal und den Silver Star Orden verliehen.